# مقاطعة إكولس (جورجيا)
مقاطعة إكولس (بالإنجليزية: Echols County)‏ هي إحدى المقاطعات في ولاية جورجيا في الولايات المتحدة الأمريكية.